# Trichocentrum porphyrio
Trichocentrum porphyrio är en orkidéart som beskrevs av Heinrich Gustav Reichenbach. Trichocentrum porphyrio ingår i släktet Trichocentrum och familjen orkidéer. Inga underarter finns listade i Catalogue of Life.